# EV-DO
L'EV-DO è una tecnologia utilizzata dal servizio di rete cellulare di Verizon per fornire accesso a banda larga wireless a Internet sempre e ovunque ai PC e agli altri dispositivi a una velocità media  tra i 300 e 500 kb/s.